# Guilherme III dos Países Baixos
Guilherme III (Bruxelas, 19 de fevereiro de 1817 – Apeldoorn, 23 de novembro de 1890) foi o Rei dos Países Baixos e Grão-Duque de Luxemburgo de 1849 até sua morte em 1890. Foi também duque de Limburgo entre 1849 e a abolição do ducado em 1866.
Guilherme era filho do rei Guilherme II dos Países Baixos e da grã-duquesa Ana Pavlovna da Rússia. Quando o seu avô, o rei Guilherme I, abdicou do trono em 1840, Guilherme tornou-se príncipe de Orange. Quando o seu pai morreu em 1849, sucedeu-lhe como rei dos Países Baixos.
Casou-se com a sua prima, a princesa Sofia de Wüttemberg, em 1839, de quem teve três filhos: Guilherme, Maurício e Alexandre. Todos eles acabariam por morrer antes dele. Após a morte de Sofia em 1877, Guilherme casou-se com a princesa Ema de Waldeck e Pyrmont em 1879 e, juntos, tiveram uma filha, Guilhermina, que lhe sucedeu como rainha dos Países Baixos.

## Primeiros anos

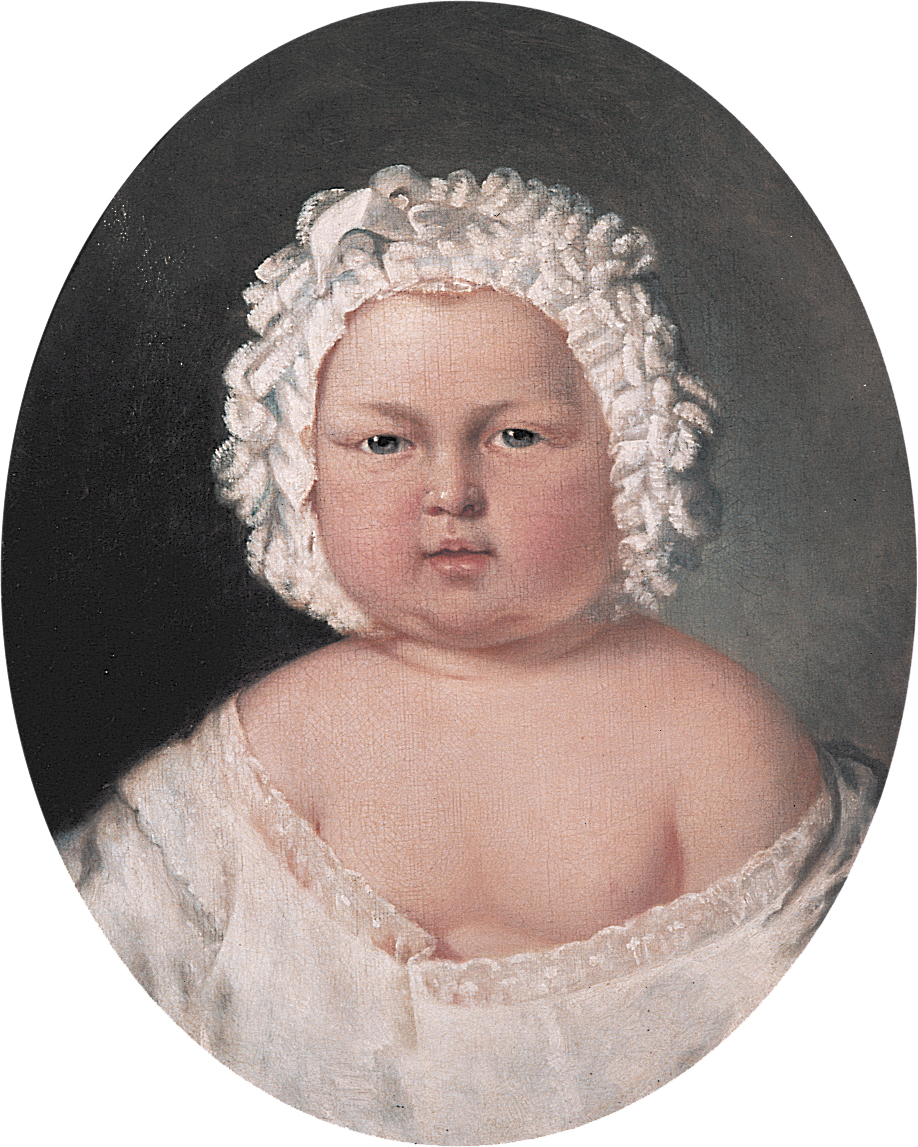
O futuro rei Guilherme III dos Países Baixos enquanto bebé.

Guilherme nasceu a 19 de Fevereiro de 1817 no Palácio da Nação, em Bruxelas, na Bélgica, que na altura pertencia ao Reino Unido dos Países Baixos. Foi o primeiro filho do futuro rei Guilherme II dos Países Baixos e da sua esposa, a grã-duquesa Ana Pavlovna da Rússia. Tinha mais três irmãos, os príncipes Alexandre, Henrique e Ernesto Casimiro, dos quais um (Ernesto) morreu antes de chegar à idade adulta, e uma irmã, a princesa Sofia dos Países Baixos.
Em 1827, quando tinha apenas dez anos de idade, foi nomeado coronel honorário do Exército Real dos Países Baixos. Na década de 1830, prestou serviço militar como tenente no Regimento dos Granadeiros. Em 1834, foi nomeado comandante honorário do Regimento de Granadeiros de Kiev número 5, que pertencia ao Exército Imperial Russo.
Guilherme casou-se com sua prima direita Sofia, filha do rei Guilherme I de Württemberg e da grã-duquesa Catarina Pavlovna da Rússia, a 18 de Junho de 1839. O casamento foi  infeliz e ficou marcado pelas lutas entre o casal devido à educação dos filhos. Sofia era uma intelectual liberal, odiando tudo relacionado com ditadura, como o exército. Guilherme era mais simples, mais conservador e amava o exército. O príncipe proibia exercícios intelectuais em casa, o que levou a rainha Vitória do Reino Unido, que trocava correspondência com Sofia, a chamá-lo de "camponês sem educação". No entanto foram os seus casos extra-conjugais que chamaram mais a atenção levando mesmo o New York Times a apelidá-lo de "O Grande Devasso do Ano". Outra causa da tensão conjugal (e depois tensão política) era sua instabilidade: Guilherme podia enfurecer-se com alguém num dia e ser extremamente educado para a mesma pessoa no dia seguinte.
Guilherme abominava as mudanças introduzidas na constituição de 1848 pelo seu pai (Guilherme II) e por Johan Rudolf Thorbecke. O seu pai considereva-as essenciais para a sobrevivência monarquia naqueles anos de mudanças. Sofia, que era liberal, era da mesma opinião. Guilherme, por outro lado, as considerava limitações inúteis do poder real e teria preferido governar como um déspota iluminado tal como seu avô Guilherme I tinha feito.
Chegou a considerar a hipótese de abdicar dos seus direitos de sucessão a favor do seu irmão mais novo, o príncipe Henrique, e, mais tarde, a favor do seu filho, mas a sua mãe conseguiu convencê-lo a desistir da ideia de ambas as vezes. A constituição holandesa também não contemplava a hipótese de alguém na linha de sucessão abdicar dos seus direitos ao trono.
A 17 de Março de 1849 o seu pai morreu e Guilherme sucedeu-o como rei dos Países Baixos. Quando soube da notícia, Guilherme estava no Castelo de Raby, em Inglaterra, como convidado da duquesa de Cleveland. Representantes do governo holandês viajaram até Londres para saudar o seu novo rei, mas Guilherme hesitou em regressar. Depois de ser convencido a fazê-lo e de estar em solo holandês, a sua esposa Sofia perguntou-lhe se ele tinha aceitado o trono. O rei acenou afirmativamente, mas manteve algumas dúvidas relativamente à sua posição durante algum tempo.

## Reinado

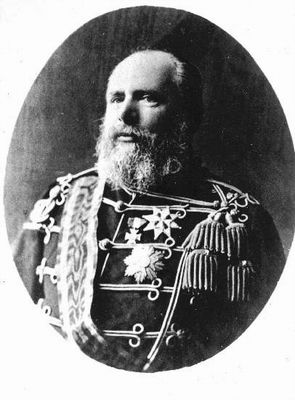
O rei Guilherme III dos Países Baixos.

Guilherme III pretendeu repetidamente abdicar assim que seu filho tivesse dezoito anos. Isso ocorreu em 1858, mas como nunca havia feito uma decisão permaneceu rei. Seu primeiro ato foi a inauguração do gabinete parlamentar de Thorbecke, o projetista da constituição de 1848, quem Guilherme III odiava.
Quando a hierarquia católica dos bispos foi restaurada em 1853, encontrou um motivo para demitir seu rival. Nas primeiras duas décadas de seu reinado, demitiu vários governos e desconvocou vários Estados Gerais, instalando gabinetes reais que reinaram brevemente, pois não havia apoio no parlamento eleito.
Naquele que ficou conhecido como o "Golpe de Luxemburgo de 1856", Guilherme instituiu unilateralmente uma nova constituição reaccionária no Luxemburgo, onde governava de forma pessoal e separada da coroa dos Países Baixos.
Em 1867, a França apresentou uma proposta para comprar o Luxemburgo, o que levou à Crise do Luxemburgo, que quase causou uma guerra entre a Prússia e a França. No entanto, o Segundo Tratado de Londres, redigido após este incidente, voltou a estabelecer a independência do Luxemburgo.
Ao longo do seu reinado, o rei foi-se tornando cada vez menos popular junto dos seus súbditos burgueses liberais. Os seus caprichos eram alvo de resistência e escárnio, mas a população com menos instrução nunca deixou de gostar dele.
O rei conseguia ser errático, ordenando a dispensa e até a prisão e execução das pessoas que achava que não o respeitavam, incluindo o presidente da câmara de Haia. No entanto as ordens desta natureza eram ignoradas. Guilherme também se achava especialista em todos os assuntos militares e tentava assumir o comando de manobras com frequência, criando caos onde quer que fosse.

Foi nomeado 963.º cavaleiro da Ordem do Tosão de Ouro em Espanha em 1842, 777.º cavaleiro da Ordem da Jarreteira em 1882 e 72.º grã-cruz da Ordem da Torre e da Espada. 

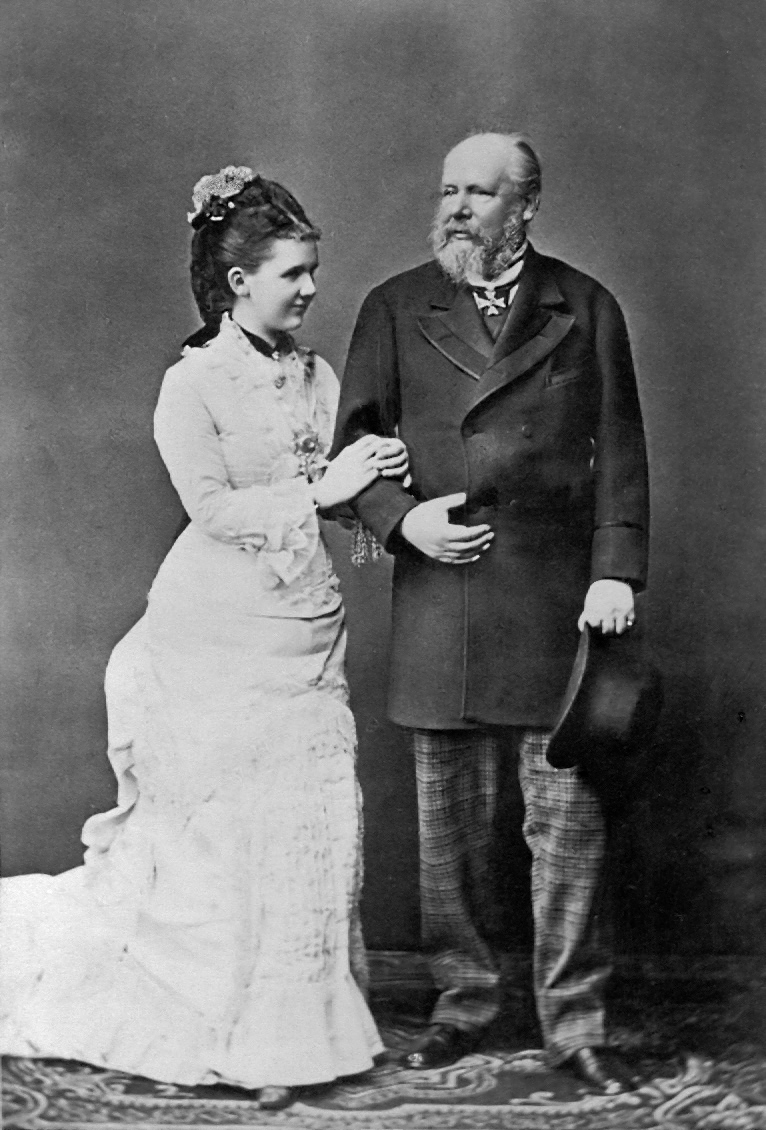
O rei Guilherme III com a sua segunda esposa, a princesa Ema de Waldeck e Pyrmont.

Em 1877, a rainha Sofia morreu, terminando assim uma guerra no palácio que durava há já vários anos. O rei Guilherme anunciou que desejava casar-se com Eleonore d'Ambre, uma cantora de ópera francesa a quem ele tinha conferido o título de condessa d'Ambroise sem o consentimento do governo. Sob pressão da sociedade e do governo, o rei desistiu dos seus planos matrimoniais.
Guilherme estava ansioso por se casar novamente. Em 1878, pediu a sua sobrinha, a princesa Isabel de Saxe-Weimar, em casamento, mas ela recusou. Depois, considerou a hipótese de se casar com a princesa Paulina de Waldeck e Pyrmont, um pequeno principado alemão, ou com a princesa Tira da Dinamarca que tinha também uma história escandalosa associada a si.
Por fim, decidiu casar-se com a irmã mais nova de Paulina, a princesa Ema. Alguns políticos ofenderam-se com a união, uma vez que Ema era quarenta-e-um anos mais nova do que o rei. No entanto, Ema mostrou ser uma mulher cordial. Guilherme pediu permissão ao parlamento para se casar e conseguiu obtê-la facilmente. O casal casou-se pouco depois em Arolsen, a 7 de Janeiro de 1879.
Ema teve uma influência atenuada e suavizadora nas mudanças constantes de personalidade de Guilherme, e o casamento entre os dois foi feliz. A última década foi, sem dúvida, a melhor de seu reinado. Em 1880, Ema deu luz a uma menina: a futura Guilhermina dos Países Baixos, que se tornou herdeira em 1884 com a morte do último filho sobrevivente do primeiro casamento de Guilherme III. Muitos herdeiros potenciais morreram entre 1878 e 1884, e o mausoléu de Nieuwe Kerk em Delft nunca foi aberto tantas vezes na história.
O rei Guilherme ficou gravemente doente em 1887 devido a problemas nos rins. No entanto, em 1888, entregou pessoalmente uma medalha de honra ao herói holandês Dorus Rijkers por ter salvo 20 pessoas a bordo de um bote salva-vidas.
Entre 1888 e 1889, o rei, que sofria de fraca saúde, foi-se tornando cada vez mais demente, ao ponto de ser nomeada uma regência, encabeçada pelo Conselho de Estado e pela rainha Ema. Guilherme III morreu em Het Loo em 1890. Uma vez que Guilhermina ainda não era maior de idade, a rainha Ema tornou-se regente em nome da filha, uma posição que ocupou até Guilhermina completar dezoito anos de idade em 1898.
Uma vez que, segundo os termos do tratado da Casa de Nassau, o grão-ducado de Luxemburgo não podia ser herdado por mulheres, a sucessão seguiu a linha masculina e o grão-ducado foi herdado por um primo afastado de Guilherme (que, por coincidência era tio da rainha Ema pelo lado materno), Adolfo, duque de Nassau. É esse o ramo que reina o grão-ducado até aos dias de hoje.

## Descendência
Guilherme III teve três filhos de seu casamento com a princesa Sofia de Württemberg, dos quais apenas dois chegaram à idade adulta:
1. Guilherme, Príncipe de Orange (4 de Setembro de 1840 - 11 de Junho de 1879); morreu aos trinta-e-oito anos de idade de tifo e exaustão; sem descendência.
2. Maurício dos Países Baixos (15 de Setembro de 1843 - 4 de Junho de 1850); morreu aos seis anos de idade de meningite;
3. Alexandre, Príncipe de Orange (25 de Agosto de 1851 - 21 de Junho de 1884); morreu aos trinta-e-dois anos de idade sem deixar descendência.

Teve uma filha de seu casamento com a princesa Ema de Waldeck e Pyrmont:
1. Guilhermina dos Países Baixos (31 de Agosto de 1880 - 28 de Novembro de 1962); rainha dos Países Baixos entre 1890 e a sua abdicação em 1948. Casada com o duque Henrique de Mecklemburgo-Schwerin; com descendência.

Com 1,70 metros de altura, Guilherme era um homem excepcionalmente alto e forte para os padrões da época. Era um conhecido galanteador que teve dezenas de filhos ilegítimos com as suas muitas amantes. Um dos seus descentes através de um dos seus filhos ilegítimos é o kickboxer Alistair Overeem.